# Fútbol en Austria
El fútbol es el segundo deporte más popular en Austria, por detrás del esquí alpino. La Federación Austríaca de Fútbol (ÖFB) es el máximo organismo del fútbol profesional en Austria y fue fundada en 1904, aunque se afilió a la FIFA en 1905 y a la UEFA en 1954. La ÖFB organiza la Bundesliga —la primera y máxima competición de liga del país— y la Copa de Austria, y gestiona la selección nacional masculina y femenina.
El equipo más antiguo de Austria es el First Vienna FC, campeón de la copa alemana en 1943 y de seis ligas austríacas. El SK Rapid Viena es el conjunto más exitoso del país, con 32 títulos ligueros, un campeonato alemán y dos subcampeonatos de la Recopa de Europa. El FK Austria Viena también logró ser finalista de la Recopa en 1978 y el Casino Salzburg de la Copa de la UEFA en 1994.

## Historia

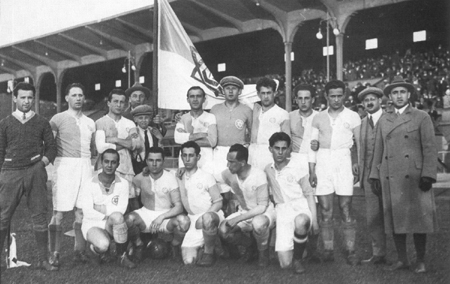
Plantilla del Hacóaj Viena, ganador de la liga austriaca en 1925.

El fútbol nació en Austria alrededor de 1890, y a partir de 1900 se disputó una copa en Viena llamada Neues Wiener Tagblatt Pokal. La primera liga de fútbol del país nació en 1911, llamada 1. Klasse, organizada por la Federación de Fútbol de la Baja Austria, y se convirtió en una liga profesional en 1924, año en que cambió su nombre a I. Liga. En 1929 se organizó un campeonato amateur que ganó el Grazer AK, en el que los clubes de la liga profesional de Viena estaban excluidos de participar.
La selección nacional se convirtió en una potencia europea en la década de 1930 bajo el mando del entrenador Hugo Meisl y el liderazgo de Matthias Sindelar, lo que le valió el apodo de "Wunderteam". El 16 de mayo de 1931 la selección austriaca fue la primera europea en derrotar a Escocia, y posteriormente logró la Copa Dr. Gerö en 1932, finalizó en la cuarta posición de la Copa Mundial de Fútbol de 1934 y conquistó la medalla de plata en los Juegos Olímpicos de Berlín 1936.
En 1937 se introdujo la Nationalliga, la segunda división en la que los equipos de otros estados de Austria podían ascender y formar parte de la máxima competición del país. Con la anexión de Austria por la Alemania Nazi llegó la prohibición del profesionalismo en el deporte en mayo de 1938 y varios equipos fueron prohibidos, como el Hacóaj Viena o el FK Austria Viena. La Nationalliga se unió al sistema de la Nationalsozialistischer Reichsbund für Leibesübungen (Liga Nacional Socialista del Reich). La Gauliga Ostmark, una liga amateur, cubría la mayor parte del país excepto el Tirol y Vorarlberg, que fueron incluidos en el sistema de ligas de Baviera. El campeón de liga se clasificaba para el campeonato alemán, y tras la Segunda Guerra Mundial regresó la 1. Klasse —posteriormente llamada únicamente Liga—, únicamente para equipos vieneses. 
Tras la creación de la Staatsliga A en 1949, todos los equipos de Austria se unieron para formar una liga. Sin embargo, el camino hacia la organización de la liga fue difícil. Un conflicto entre los representantes del fútbol amateur y profesional llevó a la separación de la liga de Viena de la federación de fútbol, y se estableció una nueva competición el 30 de junio de 1949. Un año después nació la Staatsliga B, la segunda división, que permaneció hasta 1959.
El 21 de abril de 1974 se introdujo la actual Bundesliga, y la Nationalliga se estableció como la segunda división del país (actualmente conocida como Primera Liga de Austria).

## Competiciones oficiales entre clubes
- Bundesliga: es la primera división del fútbol austriaco. Fue fundada en 1911 —en 1974 en su actual nombre— y está compuesta por 12 clubes.
- Primera Liga de Austria: es la segunda división en el sistema de ligas austriaco. Está compuesta por 16 clubes, de los cuales uno asciende a la Bundesliga.
- Liga Regional de Austria: es la tercera división en el sistema de ligas de Austria. El número de clubes es de 68 equipos repartidos siempre en tres conferencias (Este, Central y Oeste).
- Landesliga: es la cuarta división en el sistema de ligas de Austria. Está dividida en nueve conferencias, una por cada estado austriaco.
- 2. Landesliga: es la quinta división en el sistema de ligas de Austria. Está dividida entre los estados de Austria en nueve conferencias.
- Copa de Austria: es la copa nacional del fútbol austriaco, organizada por la Federación Austríaca de Fútbol y cuyo campeón tiene acceso a disputar la UEFA Europa League.

La Supercopa de Austria se disputó entre 1986 y 2008 (esta última no oficial) por los campeones de la liga y la copa del país.

## Selecciones de fútbol de Austria

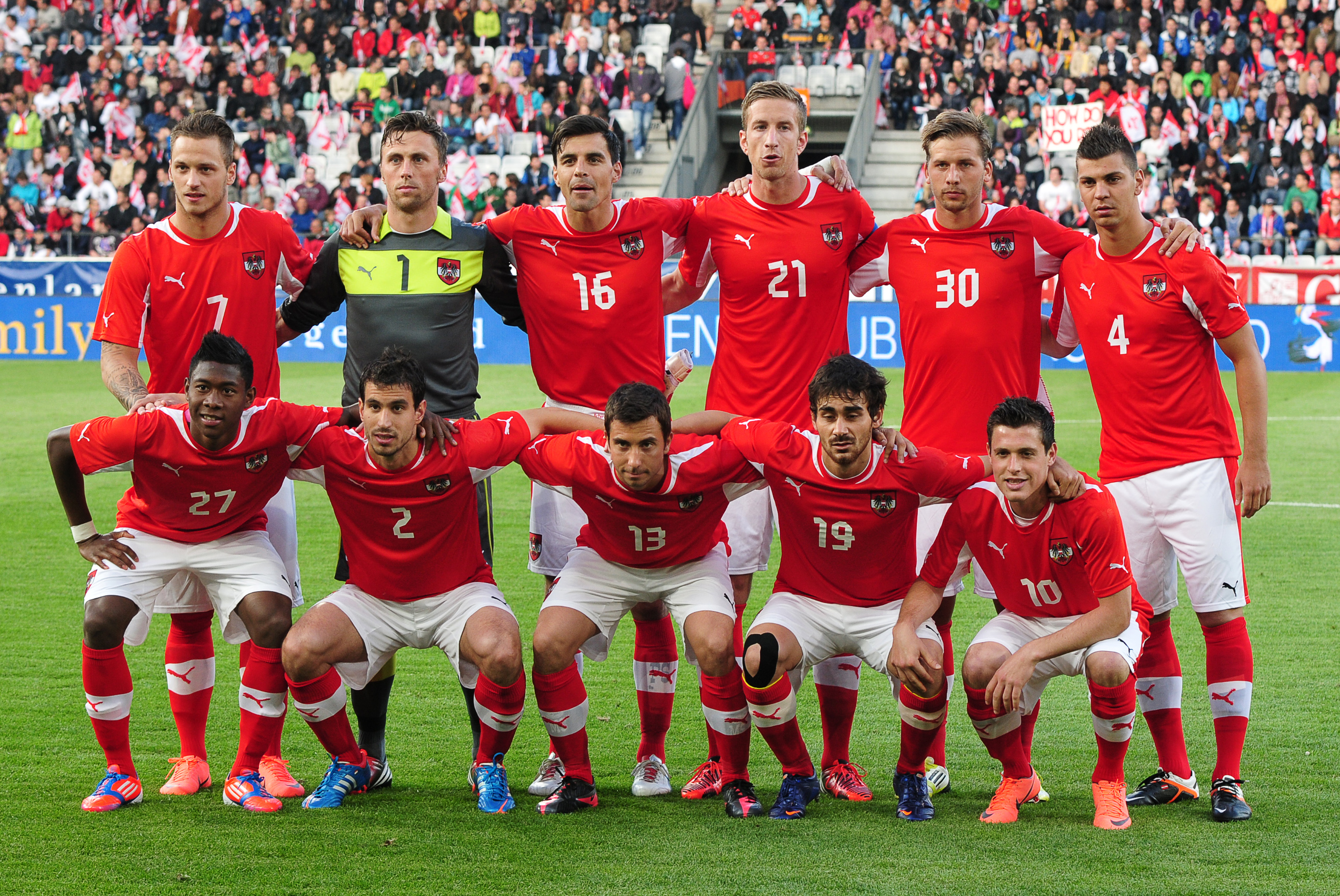
La selección austriaca en un partido ante en 2012.

### Selección masculina de Austria
La selección masculina de Austria, en sus distintas categorías está controlada por la Federación Austríaca de Fútbol.
El equipo austriaco disputó su primer partido oficial el 12 de octubre de 1902 en Viena ante Hungría, partido que se resolvió con victoria de los austriacos por 5-0. Este encuentro fue el primero disputado entre dos selecciones europeas no británicas.
Austria ha logrado clasificarse para siete Copas del Mundo de la FIFA y una Eurocopas, la que organizó junto a Suiza en 2008. El mayor logro del combinado austriaco fue el tercer puesto logrado en la Copa Mundial de Fútbol de 1954, el cuarto en la Copa Mundial de Fútbol de 1934 y la medalla de plata conseguida en los Juegos Olímpicos de Berlín 1936. En la década de 1930, el combinado austriaco conocido como "Wunderteam" contaba con jugadores como Matthias Sindelar, apodado el "Mozart del fútbol", el goleador Josef Bican o Johann Horvath. Este equipo estuvo 14 partidos invictos, desde el 12 de abril de 1931 hasta el 7 de diciembre de 1932, en ese mismo período ganaron la Copa Dr. Gerö. Entre los años de 1931 a 1934, tuvieron la impresionante racha de 28 victorias, un empate y dos derrotas, marcando la friolera de 102 goles, llegando así al Mundial de 1934.
Andreas Herzog, con 104 internacionalidades, es el jugador que más veces ha vestido la camiseta de la selección nacional. El máximo goleador histórico es Toni Polster, con 44 goles en 95 partidos.

### Selección femenina de Austria
La selección femenina debutó el 9 de julio de 1970 ante la selección de México en un partido que ganaron las mexicanas por 9-0 en Italia. La selección femenina de Austria aún no ha participado en una fase final de la Copa del Mundo o de la Eurocopa.